# Lubuk Karak
Lubuk Karak is een bestuurslaag in het regentschap Dharmasraya van de provincie West-Sumatra, Indonesië. Lubuk Karak telt 985 inwoners (volkstelling 2010).